# لورن مایکلز
لورن مایکلز (انگلیسی: Lorne Michaels؛ زادهٔ ۱۷ نوامبر ۱۹۴۴) فیلم‌نامه‌نویس و تهیه‌کننده اهل ایالات متحده آمریکا است.

## گزیدهٔ فیلم‌شناسی
- سه رفیق (۱۹۸۶)
- جهان وین (۱۹۹۲)
- سر مخروطی‌ها (۱۹۹۳)
- جهان وین ۲ (۱۹۹۳)
- تامی کوچولو (۱۹۹۵)
- مایه ننگ (۱۹۹۶)
- شبی در راکسبری (۱۹۹۸)
- ابرستاره (۱۹۹۹)
- مرد روی ماه (۱۹۹۹)
- شیفته زن‌ها (۲۰۰۰)
- معما (۲۰۰۱)
- دختران بدجنس (۲۰۰۴)
- سفر گناه (۲۰۱۲)
- ویسکی تانگو فاکسترات (۲۰۱۶)
- مغزهای متفکر (۲۰۱۶)
- سندی وکسلر (۲۰۱۷)
- پخش زنده شنبه شب (۱۹۷۵–۱۹۸۰؛ ۱۹۸۵–اکنون)
- آخر شب با کونان اوبراین (۱۹۹۳–۲۰۰۹)
- کالین کوئین (۲۰۰۲)
- ۳۰ راک (۲۰۰۶–۲۰۱۳)
- آخرشب با جیمی فلن (۲۰۰۹–۲۰۱۴)
- برنامه امشب با اجرای جیمی فلن (۲۰۱۴–اکنون)
- آخر شب با ست مایرز (۲۰۱۴–اکنون)
- مایا و مارتی (۲۰۱۴)
- مرد در جستجوی زن (۲۰۱۵)
- حالا مستند! (۲۰۱۵–اکنون)
- پخش زنده شنبه شب ویژه چهلمین سالگرد (۲۰۱۵)